# Haki Rozzi Ali
Haki Rozzi Ali – czadyjski pisarz, poeta, eseista młodego pokolenia. W 2016 został zwycięzcą drugiej edycji, Nagrody Literackiej Josepha Brahima Seida.

## Twórczość literacka

### Powieści
- Tantôt amour tantôt angoisse (2013)[2]
- Habib et Murielle (2013)[3]

### Poezja
- Comme du lait au miel (2013)[4]

### Eseje
- La renaissance de la littérature. Nouvelle face de la littérature (2014)[5]